# Улица Беловой (Петергоф)
У́лица Бело́вой — улица в городе Петергофе Петродворцового района Санкт-Петербурга. Проходит от Бобыльской дороги за улицу Степана Разина. упираясь в парк Сергиевка.
Наименование присвоено в 1920-х годах. Личность Беловой, в честь которой названа улица, не установлено. Существует, вероятно ошибочный, вариант улица Беляева.

## Перекрёстки
- Бобыльская дорога
- Баушевская улица
- Сергиевская улица
- Огородная улица
- Улица Пугачёва
- Улица Степана Разина